# Észak-Ciprus zászlaja
Észak-Ciprus nemzeti zászlaja megtartotta Ciprus zászlójának fehér mezőjét. A csillag és a félhold az iszlám jelképe. A zászlót 1984. március 7-én vonták fel a parlamentben.

Elnöki zászló

2004-ben létrehozott javasolt lobogó egy esetleges ciprusi közös görög-török államnak

Az elnök zászlaja megegyezik a nemzeti lobogóval, de a zászlót aranyszínű vonallal körberakták, és a zászló bal felső részébe egy csillagot helyeztek el.
Mielőtt Észak-Ciprus függetlenségét deklarálták volna, a területen már létezett egy török irányítású önkormányzat Ciprusi Török Szövetségi Állam névvel, amely akkor még a török nemzeti lobogót használta.